# Chrosiothes tonala
Chrosiothes tonala là một loài nhện trong họ Theridiidae.
Loài này thuộc chi Chrosiothes. Chrosiothes tonala được Herbert Walter Levi miêu tả năm 1954.